# Sarracenia areolata
Sarracenia areolata este o specie de plante carnivore din genul Sarracenia, familia Sarraceniaceae, ordinul Ericales. A fost descrisă pentru prima dată de Macfarlane, și a primit numele actual de la S. Bell. Conform Catalogue of Life specia Sarracenia areolata nu are subspecii cunoscute.